# Pengastulan
Pengastulan is een bestuurslaag in het regentschap Buleleng van de provincie Bali, Indonesië. Pengastulan telt 4190 inwoners (volkstelling 2010).